# Saint-Laurent de Choulans
Saint-Laurent-de-Choulans è un sito archeologico merovingio situato a Lione, ai piedi dell'ingresso della galleria di Fourvière.
Il sito include i resti di una chiesa circondata da una necropoli cristiana recintata, d'una superficie di 0,5 - 1 ettari.

## Scoperta
La basilica è stato scoperto nel 1947 durante i lavori di una linea telefonica. All'epoca fu scavato da Pierre Wuilleumier, Amable Audin e André Leroi-Gourhan, prima che la strada sotto il quale si trovava venisse richiusa.
Diverse campagne di scavo sono state intraprese durante la realizzazione di una bretella d'accesso all'autostrada A7, fra gli anni 1976 e 1983, sotto la direzione di Jean-François Reynaud. Un'ultima campagna di scavo è stata eseguita da Chr. Becker nel 1985.
Il comune di Lione decise quindi di preservare la parte nord dei resti, conservandoli all'interno di uno dei palazzi costruiti e rendendo il sito accessibile al pubblico.

## La necropoli

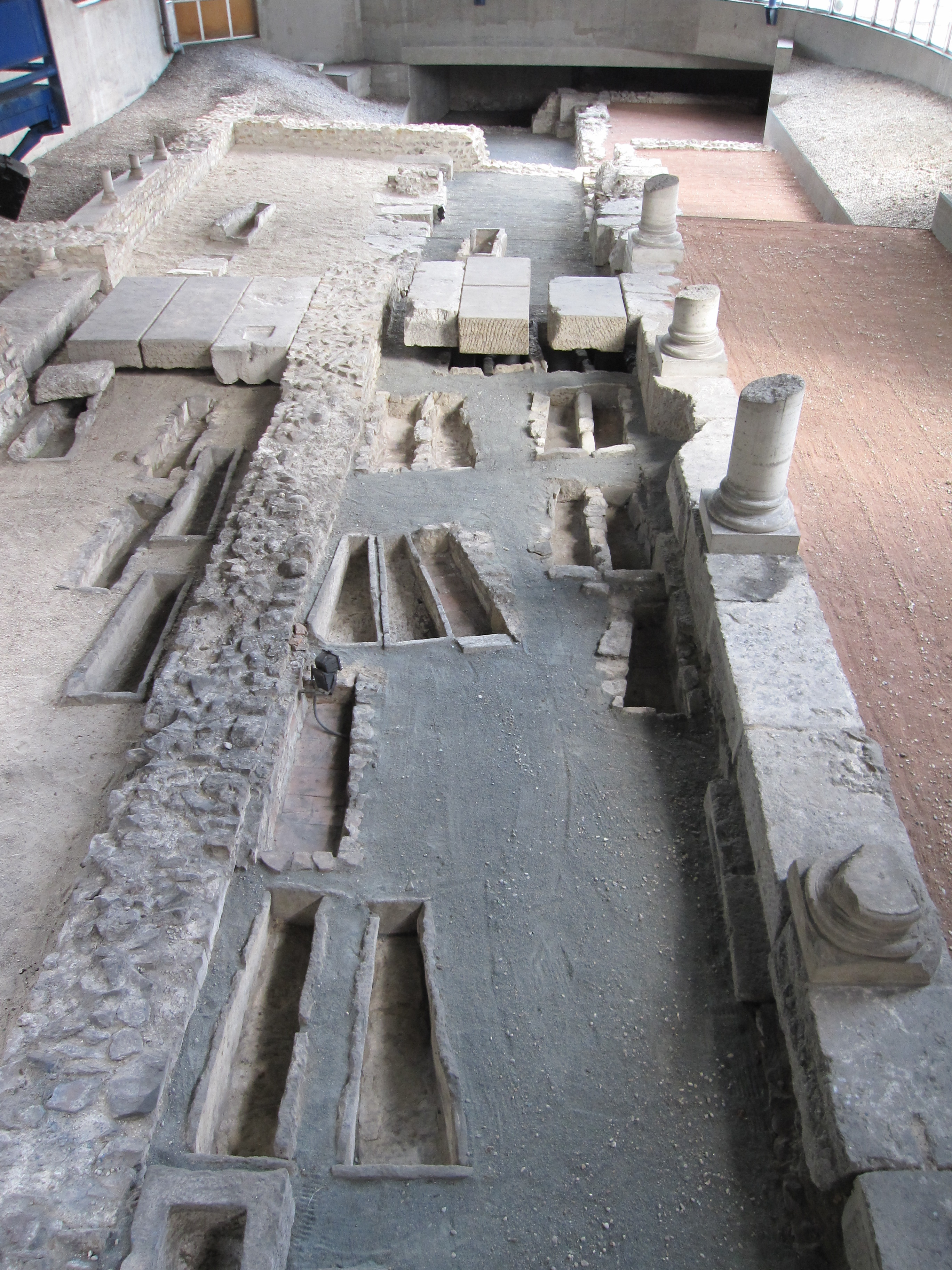
Le tombe della necropoli gallo-romana di Saint-Laurent de Choulans.

La necropoli di Saint-Laurent era situata all'esterno della città, all'uscita del vallone di Choulans, lungo la Via Agrippa che portava a Narbona.
Le tombe ricoprono diversi secoli, con fatture assai diverse, e sono presenti sia fuori che dentro la basilica.

## La basilica
La basilica di Saint-Laurent-de-Choulans è datata del V secolo/inizio VI, un periodo nel quale Lione è una delle capitali del regno dei Burgundi.
L'edificio, situato nella parte nord della necropoli, era costituito da un'abside, un transetto, tre navate e dei portici laterali sostenuti da una fila di colonne e che davano sull'esterno. Le dimensioni erano di circa 50 m di lungo e 20 di largo, il che ne fa una costruzione imponente per l'epoca. Un affresco della ricostruzione della basilica è stato pittato sulla parete sud del sito.
Sono ancora visibili delle tombe, le cui pesanti lastre costituivano la pavimentazione della chiesa. Sono gli epitaffi scolpiti sulle lastre di marmo delle tombe che hanno permesso di conoscere il nome della basilica.
La struttura era probabilmente ancora in funzione all'epoca carolingia, nel VII secolo.  Venne sostituita da una cappella nel X secolo.